# آئودی کیو۴ ئی-ترون
آئودی کیو۴ ئی-ترون (انگلیسی: Audi Q4 e-tron) یک شاسی بلند تمام الکتریکی لوکس جمع و جور است که توسط خودروساز آلمانی آئودی تولید شده است. این خودرو بر اساس پلتفرم برقی MEB گروه فولکس واگن ساخته شده و چهارمین مدل تمام الکتریکی در سری آئودی ئی‌ترون است. تولید این خودرو در مارس ۲۰۲۱ آغاز شد.